# Stanz bei Landeck
Stanz bei Landeck – gmina położona na zachodzie Austrii, w kraju związkowym Tyrol, w powiecie Landeck. W gminie mieszka 568 osób (1 stycznia 2015).

## Położenie
Miejscowość leży w pobliżu ujścia Sanny do Innu, naprzeciwko siedziby powiatu w Landeck. Stanz dało nazwę dolinie Stanz, która rozpościera się od miejscowości ku przełęczy Arlberg.

## Historia
Pierwsza wzmianka o miejscowości pochodzi z roku 1150.

## Transport
Najbliższa stacja kolejowa oddalona jest 4 km od gminy i znajduje się w Landeck. Transport zapewniają również przewoźnicy autobusowi.

## Turystyka
Nad miejscowością, na wysokości 1122 metrów n.p.m. wznoszą się ruiny zamku Schrofenstein z 1196 roku. W samym Stanz znajduje się późnogotycki kościół św. Piotra i Pawła (Hl. Peter und Paul). Okolica słynie z upraw śliwek węgierek, przerabianych na wódki owocowe.

## Osoby urodzone w Stanz bei Landeck
- Jakob Prandtauer (1660–1762) – architekt z epoki baroku[2]